# داود حلاق
داوود موسى حمد حلاق (1942 - 2018)، هو باحث وكاتب ومؤرخ ليبي، أحد أهم الأصوات القصصية الذي برز إنتاجه الإبداعي في النصف الأول من سبعينيات القرن العشرين، بقصتين ملفتتين، هما «ذات ليلة ممطرة» و «الموت في الملاذ»، قبل أن ينقطع عن نشر القصص في الصحافة المحليّة، ويتفرّغ كباحث في مجال تاريخ وآثار المنطقة الشرقية من ليبيا، وهو المجال الذي أثرى مكتبته بعديد المؤلفات.

## نشأته
ولد “داوود” في قرية صمبر شمال شحات عام 1942 وعاش طفولته هناك في اسرة متواضعة ودرس في درنة، ونال الثانوية، والتحق بكلية الاداب بالجامعة الليبية ببنغازى ولم يكمل واشتغل في الصحراء باحد حقول النفط ونشر نتاجه الادبى وقصصه التي كانت توثيقا لقريته وطفولته ومدينته وتاريخهما الاجتماعى والثقافى في مجلة قورينا التي اصدرها طلبة الكلية في الستينيات وحرر مع مجموعة من اصدقائه صحيفة حائطية بنادى الصداقة بشحات وينفرد بتحريرها بعد تغيير أسمها إلى قورينا، وطاله السجن خلال الأحداث التي شهدتها ليبيا تحت مسمى الثورة الثقافية في أبريل عام 1973 وصودرت مكتبته واصدر أول مجموعة قصصية عام 1974 وطبعها في دار الحقيقة في بنغازى.

## أعماله
عين عام 1973 مديرا للمركز الثقافي في مدينة شحات وطور من أعماله ونشاطه، حتى نال المركز الترتيب الأول بين كل المراكز الثقافية في ليبيا، وغير لاحقا بفضل جهود حلاق ليكون دارا للثقافة في المدينة.
ثم انتبه إلى تاريخ ليبيا، وكتب عنه وعمل في مجال الاثار باحثا مرموقا وتعد مؤلفاته عن الاوشاز ومعلقات الجبل ومرقس وعمود السماء وغيرها من المرجعيات المهمة والدراسات الموثقة التي اعتمدت البحث والاستدلال والرحلات الشخصية الميدانية.

## أهم أعماله
من أهم أعمال داود حلاق قيادته وتأسيسه لحملة علمية إستكشافية من المتطوعين عام 1985 أطلق عليها أسم حملة أوشاز الأسلاف لإستكشاف كهوف وأوشاز أودية الجبل الأخضر، حيث قام حلاق ورفاقه بالصعود لأكثر من 100 كهف معلق في المنطقة الممتدة من وادي كعب قرب مدينة المرج وحتى الأودية شرق مدينة درنة، وغطت 5000 كيلومتر مربع من الجبل الأخضر، وأستمرت أعمالها حتى عام 1987 , تمكنت الحملة من العثور على كثير من اللقى والأثار القديمة التي ترجع لعصور مختلفة من تاريخ ليبيا.
يعتبر صرح مرقس الأنجيلي في وادي مرقس غرب لاثرون من أهم إكتشافات حلاق، الكهف الذي عرف لدى السكان المحليين بأسم كهف مرقص كان عبارة عن صرح ديني قديم يرجع للمسيحية المبكرة، وأصدر حلاق مجموعة من الكتب تحمل أسم أوشاز الأسلاف من بينها الكتاب الثاني الذي تحدث فيه عن أثار وادي مرقس ووادي الأنجيل وعلاقتها بالقديس مرقس الأنجيلي.
يتحدث داود حلاق عن إكتشاف صرح مرقس الأنجيلي في كتابه أوشاز الأسلاف 2 - مرقس الأنجيلي «في حقيقة الأمر يخضع هذا الإكتشاف لمجرد صدفة طيبة وحدها ! ، إذا أننا خلال أعمالنا عبر الأجراف الوعرة والبحث عن مواقع الأوشاز، قد كاتبنا إدارة قاعدة جوية ما للسلاح الجوي العربي الليبي، بغية مد يد العون لنا وتسهيل مهمتنا وذلك بالسماح للفريق بالمرافقة في طائرة مروحية لمسح الأودية وتحديد مواقع الأوشاز، وهكذا من الجو خلال الطيران منخفض وتحليق متزن عبر إتساع أحد الأودية مابين بلدة (لاثرون) ومرفأ (رأس الهلال) شاهدنا مقرا محفورا في واجهة صخرية سحيقة، وكان إتساع المقر وتعدد أدواره يوحي بصورة جلية أنه بقعة أثرية، وأنه يختلف عن ما ألفناه من أوشاز »
كما قدم حلاق مجموعة أبحاث ودراسات وإكتشافات عن حياة الناس في أوشاز وكهوف أودية الجبل الأخضر المعلقة، ويعتبر أول من أماط اللثام عن حياة مجتمع الأوشاز، وطريقة عيش سكانه في فترات مختلفة من التاريخ، وتعد كتب (أوشاز الأسلاف) مرجعا فريدا عن تلك الأماكن المهجورة والمخفية أعلى أجراف الأودية.

## وفاته
توفي المؤرخ والقاص والاديب والباحث  الليبي الكبير (داوود الحلاق) في العشرين من مايو عام 2018 , بعد أن اضفت ابحاثه ودراسته  ومجموع كتبه واكشافاته التي قام بها الكثير من الضوء على الاماكن المهمة في التاريخ الإنساني بالتالي على الكثير من الاسرار التي كانت مبهمة في تاريخ ليبيا القديم.

## من مؤلفاته
- «ذات ليلة مُمطرة» (قصص قصيرة)/ 1973
- «الموت في الملاذ»

- أوشاز الأسلاف (دراسة عن الكهوف المعلقة بالجبل الأخضر) 1989م
- مرقص الإنجيلي (دراسة عن سيرته / كفاحه ضد الرومان / اكتشاف مقراته بالجبل الأخضر) 1993م.
- الفكر الحرفي (دراسة للجانب التقني في أدوات سكان الكهوف بالجبل الأخضر تقع في جزأين) 1995م.
- عمود السماء (تحليل بعض بنود تاريخ قدماء الليبيين) 1999م.
- قورينى الوجه الآخر (عمود السماء "2") 2002م.
- قناص هرم 2007 م.
- بذور ليبيا الخالدة (عمود السماء “3”) 2008 م.
- الإشراف على كتاب (مسيرة مؤسسة نادي الصداقة شحات 1955 – 2005) 2005 م.

تحت الطباعة
- القلاع (دراسة وصفية للقلاع ببرقة والممتدة من العقيلة غرباً حتى أمساعد شرقاً، ومن الكفرة جنوباً إلى ساحل المتوسط شمالاً)
- صمت الأجراف (رواية)
- (مقة) دعاء مستمر من أجل المطر